# Coppa del Mondo di snowboard 1998
La Coppa del Mondo di snowboard 1998 è stata la quarta edizione della manifestazione organizzata dalla Federazione Internazionale Sci e Snowboard; ha avuto inizio il 13 novembre 1997 a Tignes, in Francia, e si è conclusa il 14 marzo 1998 a Tandådalen, in Svezia.
Sia in campo maschile che in campo femminile è stata assegnata una coppa generale, somma dei punteggi di tutte le gare, e una di specialità per ognuna delle quattro discipline: slalom, slalom gigante, snowboard cross e halfpipe.

## Uomini

### Risultati
| Data             | Località     | Nazione  | Spec. | Primo                | Secondo                 | Terzo               |
| ---------------- | ------------ | -------- | ----- | -------------------- | ----------------------- | ------------------- |
| 13 novembre 1997 | Tignes       | Francia  | GS    | Jeff Greenwood       | Nicolas Conte           | Thomas Prugger      |
| 16 novembre 1997 | Tignes       | Francia  | HP    | Daniel Franck        | Brett Carpentier        | Jussi Oksanen       |
| 20 novembre 1997 | Zell am See  | Austria  | PSL   | Richard Richardsson  | Xavier Rolland          | Bernd Kroschewski   |
| 22 novembre 1997 | Zell am See  | Austria  | GS    | Dieter Happ          | Martin Freinademetz     | Dieter Krassnig     |
| 26 novembre 1997 | Hintertux    | Austria  | HP    | Xaver Hoffmann       | Brett Carpentier        | Íker Fernández      |
| 29 novembre 1997 | Sölden       | Austria  | GS    | Martin Freinademetz  | Ueli Kestenholz         | Ian Price           |
| 30 novembre 1997 | Sölden       | Austria  | PSL   | Stefan Kaltschütz    | Dejan Košir             | Richard Richardsson |
| 5 dicembre 1997  | Sestriere    | Canada   | PSL   | Mike Kildevæld       | Dieter Moherndl         | Elmar Messner       |
| 6 dicembre 1997  | Sestriere    | Canada   | SBX   | Alexander Koller     | Daniel Biveson          | Nelsen Jensen       |
| 7 dicembre 1997  | Sestriere    | Canada   | GS    | Nicolas Conte        | Ueli Kestenholz         | Dieter Happ         |
| 11 dicembre 1997 | Whistler     | Canada   | SG    | Mark Fawcett         | Nicolas Conte           | Jasey Jay Anderson  |
| 12 dicembre 1997 | Whistler     | Canada   | GS    | Nicolas Conte        | Thomas Prugger          | Mark Fawcett        |
| 13 dicembre 1997 | Whistler     | Canada   | HP    | Todd Richards        | Rune Lunso              | Alan Clark          |
| 14 dicembre 1997 | Whistler     | Canada   | SBX   | Drew Neilson         | Shin Campos             | Pontus Ståhlkloo    |
| 6 gennaio 1998   | Sankt Moritz | Svizzera | HP    | Guillaume Chastagnol | Íker Fernández          | Jussi Oksanen       |
| 7 gennaio 1998   | Sankt Moritz | Svizzera | HP    | Fredrik Sterner      | Gian Simmen             | Jacob Söderqvist    |
| 9 gennaio 1998   | Grächen      | Svizzera | GS    | Chris Klug           | Mathieu Bozzetto        | Christophe Ségura   |
| 10 gennaio 1998  | Grächen      | Svizzera | PSL   | Dejan Košir          | Mathieu Chiquet         | Dieter Moherndl     |
| 13 gennaio 1998  | Lienz        | Austria  | GS    | Dieter Krassnig      | Ross Rebagliati         | Ian Price           |
| 14 gennaio 1998  | Lienz        | Austria  | PSL   | Stephen Copp         | Harald Walder           | Dejan Košir         |
| 16 gennaio 1998  | San Candido  | Italia   | HP    | Kim Christiansen     | Klas Vangen             | Aleksi Litovaara    |
| 17 gennaio 1998  | San Candido  | Italia   | HP    | Roger Hjelmstadstuen | Kim Christiansen        | Fredrik Sterner     |
| 18 gennaio 1998  | San Candido  | Italia   | GS    | Christophe Ségura    | Peter Pechhacker        | Willi Trakofler     |
| 26 febbraio 1998 | Oberstdorf   | Germania | PSL   | Elmar Messner        | Maxence Idesheim        | Karl Frenademez     |
| 27 febbraio 1998 | Oberstdorf   | Germania | GS    | Darren Chalmers      | Thedo Remmelink         | Karl Frenademez     |
| 4 marzo 1998     | Morzine      | Francia  | HP    | Fredrik Sterner      | Jonathan Collomb-Patton | Sébastien Vassoney  |
| 4 marzo 1998     | Morzine      | Francia  | HP    | Fredrik Sterner      | Klas Vangen             | Sébastien Vassoney  |
| 6 marzo 1998     | Les Gets     | Francia  | PGS   | Maxence Idesheim     | Peter Pechhacker        | Dieter Moherndl     |
| 7 marzo 1998     | Les Gets     | Francia  | PSL   | Mathias Behounek     | Richard Richardsson     | Georg Rabanser      |
| 2 marzo 1998     | Tandådalen   | Svezia   | GS    | Stefan Kaltschütz    | Harald Walder           | Karl Frenademez     |
| 5 marzo 1998     | Tandådalen   | Svezia   | PSL   | Dieter Moherndl      | Dejan Košir             | Werner Ebenbauer    |
| 6 marzo 1998     | Tandådalen   | Svezia   | HP    | Fredrik Sterner      | Klas Vangen             | Jonas Gunnarsson    |
| 8 marzo 1998     | Tandådalen   | Svezia   | SBX   | Alexander Koller     | Mathias Behounek        | Jonas Aspman        |

Legenda:

PSL = Slalom parallelo

SL = Slalom

GS = Slalom gigante

SG = Supergigante

SBX = Snowboard cross

HP = Halfpipe

### Classifiche

#### Generale
| Pos. | Nome                | Nazione  | Punti |
| ---- | ------------------- | -------- | ----- |
| 1    | Alexander Koller    | Austria  | 990   |
| 2    | Richard Richardsson | Svezia   | 821   |
| 3    | Dieter Moherndl     | Germania | 758   |
| 4    | Maxence Idesheim    | Francia  | 756   |
| 5    | Harald Walder       | Austria  | 726   |
| 6    | Fredrik Sterner     | Svezia   | 718   |
| 7    | Elmar Messner       | Italia   | 705   |
| 8    | Dejan Košir         | Slovenia | 646   |
| 9    | Stefan Wurzacher    | Austria  | 640   |
| 10   | Mathias Behounek    | Germania | 628   |

#### Slalom
| Pos. | Nome                | Nazione  | Punti |
| ---- | ------------------- | -------- | ----- |
| 1    | Richard Richardsson | Svezia   | 3800  |
| 2    | Dejan Košir         | Slovenia | 3780  |
| 3    | Dieter Moherndl     | Germania | 3520  |
| 4    | Elmar Messner       | Italia   | 2790  |
| 5    | Maxence Idesheim    | Francia  | 2760  |

#### Slalom gigante
| Pos. | Nome             | Nazione     | Punti |
| ---- | ---------------- | ----------- | ----- |
| 1    | Nicolas Conte    | Francia     | 3600  |
| 2    | Peter Pechhacker | Austria     | 3148  |
| 3    | Harald Walder    | Austria     | 3130  |
| 4    | Mathieu Bozzetto | Francia     | 3050  |
| 5    | Thedo Remmelink  | Paesi Bassi | 3032  |

#### Snowboard cross
| Pos. | Nome             | Nazione  | Punti |
| ---- | ---------------- | -------- | ----- |
| 1    | Alexander Koller | Austria  | 2450  |
| 2    | Daniel Biveson   | Svezia   | 1160  |
| 3    | Drew Neilson     | Canada   | 1000  |
| 4    | Jonas Aspman     | Svezia   | 860   |
| 5    | Mathias Behounek | Germania | 800   |

#### Halfpipe
| Pos. | Nome                 | Nazione  | Punti |
| ---- | -------------------- | -------- | ----- |
| 1    | Fredrik Sterner      | Svezia   | 5480  |
| 2    | Klas Vangen          | Norvegia | 4550  |
| 3    | Kim Christiansen     | Norvegia | 2300  |
| 4    | Roger Hjelmstadstuen | Norvegia | 2253  |
| 5    | Sébastien Vassoney   | Francia  | 2131  |

## Donne

### Risultati
| Data             | Località     | Nazione  | Spec. | Prima                       | Seconda                     | Terza                   |
| ---------------- | ------------ | -------- | ----- | --------------------------- | --------------------------- | ----------------------- |
| 13 novembre 1997 | Tignes       | Francia  | GS    | Karine Ruby                 | Martina Magenta             | Manuela Riegler         |
| 16 novembre 1997 | Tignes       | Francia  | HP    | Satu Järvelä                | Nicola Pederzolli           | Stine Brun Kjeldaas     |
| 20 novembre 1997 | Zell am See  | Austria  | PSL   | Manuela Riegler             | Alexandra Krings            | Heidi Renoth            |
| 22 novembre 1997 | Zell am See  | Austria  | GS    | Karine Ruby                 | Margherita Parini           | Sondra Van Ert          |
| 26 novembre 1997 | Hintertux    | Austria  | HP    | Nicola Thost                | Minna Hesso                 | Ulrike Hölzl            |
| 29 novembre 1997 | Sölden       | Austria  | GS    | Karine Ruby                 | Heidi Renoth                | Betsy Shaw              |
| 30 novembre 1997 | Sölden       | Austria  | PSL   | Dagmar Mair unter der Eggen | Stacia Hookom               | Isabel Zedlacher        |
| 5 dicembre 1997  | Sestriere    | Canada   | PSL   | Marion Posch                | Karine Ruby                 | Marie Birkl             |
| 6 dicembre 1997  | Sestriere    | Canada   | SBX   | Manuela Riegler             | Marija Tichvinskaja         | Ursula Fingerlos        |
| 7 dicembre 1997  | Sestriere    | Canada   | GS    | Karine Ruby                 | Heidi Renoth                | Isabel Zedlacher        |
| 11 dicembre 1997 | Whistler     | Canada   | SG    | Sondra Van Ert              | Betsy Shaw                  | Karine Ruby             |
| 12 dicembre 1997 | Whistler     | Canada   | GS    | Karine Ruby                 | Betsy Shaw                  | Isabelle Blanc          |
| 13 dicembre 1997 | Whistler     | Canada   | HP    | Shannon Dunn-Downing        | Jennie Waara                | Stine Brun Kjeldaas     |
| 14 dicembre 1997 | Whistler     | Canada   | SBX   | Jenny Jonsson               | Ursula Fingerlos            | Wendy Wyvill            |
| 6 gennaio 1998   | Sankt Moritz | Svizzera | HP    | Nicola Thost                | Stine Brun Kjeldaas         | Jenny Jonsson           |
| 7 gennaio 1998   | Sankt Moritz | Svizzera | HP    | Stine Brun Kjeldaas         | Minna Hesso                 | Doriane Vidal           |
| 9 gennaio 1998   | Grächen      | Svizzera | GS    | Karine Ruby                 | Burgi Heckmair              | Stefanie von Siebenthal |
| 10 gennaio 1998  | Grächen      | Svizzera | PSL   | Karine Ruby                 | Manuela Riegler             | Alexandra Krings        |
| 13 gennaio 1998  | Lienz        | Austria  | GS    | Karine Ruby                 | Lidia Trettel               | Stefanie von Siebenthal |
| 14 gennaio 1998  | Lienz        | Austria  | PSL   | Karine Ruby                 | Marie Birkl                 | Marion Posch            |
| 16 gennaio 1998  | San Candido  | Italia   | HP    | Anna Hellman                | Sabine Wehr-Hasler          | Maëlle Ricker           |
| 17 gennaio 1998  | San Candido  | Italia   | HP    | Yuri Yoshikawa              | Christel Thoresen           | Doriane Vidal           |
| 18 gennaio 1998  | San Candido  | Italia   | GS    | Margherita Parini           | Dagmar Mair unter der Eggen | Isabelle Blanc          |
| 26 febbraio 1998 | Oberstdorf   | Germania | PSL   | Manuela Riegler             | Marion Posch                | Heidi Renoth            |
| 27 febbraio 1998 | Oberstdorf   | Germania | GS    | Isabelle Blanc              | Marion Posch                | Isabel Zedlacher        |
| 4 marzo 1998     | Morzine      | Francia  | HP    | Doriane Vidal               | Sabine Wehr-Hasler          | Nicole Fischer          |
| 4 marzo 1998     | Morzine      | Francia  | HP    | Doriane Vidal               | Sabine Wehr-Hasler          | Anna Hellman            |
| 6 marzo 1998     | Les Gets     | Francia  | PGS   | Karine Ruby                 | Lidia Trettel               | Nathalie Desmares       |
| 7 marzo 1998     | Les Gets     | Francia  | PSL   | Karine Ruby                 | Dagmar Mair unter der Eggen | Marion Posch            |
| 11 marzo 1998    | Tandådalen   | Svezia   | GS    | Lidia Trettel               | Karine Ruby                 | Ursula Fingerlos        |
| 12 marzo 1998    | Tandådalen   | Svezia   | PSL   | Marion Posch                | Karine Ruby                 | Amalie Kulawik          |
| 13 marzo 1998    | Tandådalen   | Svezia   | HP    | Doriane Vidal               | Anna Olofsson               | Sophia Bergdahl         |
| 14 marzo 1998    | Tandådalen   | Svezia   | SBX   | Manuela Riegler             | Ursula Fingerlos            | Sara Fischer            |

Legenda:

PSL = Slalom parallelo

SL = Slalom

GS = Slalom gigante

SG = Supergigante

SBX = Snowboard cross

HP = Halfpipe

### Classifiche

#### Generale
| Pos. | Nome                        | Nazione  | Punti |
| ---- | --------------------------- | -------- | ----- |
| 1    | Karine Ruby                 | Francia  | 1723  |
| 2    | Manuela Riegler             | Austria  | 1450  |
| 3    | Ursula Fingerlos            | Austria  | 1030  |
| 4    | Marion Posch                | Italia   | 1020  |
| 5    | Marie Birkl                 | Svezia   | 937   |
| 6    | Dagmar Mair unter der Eggen | Italia   | 866   |
| 7    | Heidi Renoth                | Germania | 857   |
| 8    | Lidia Trettel               | Italia   | 768   |
| 9    | Isabel Zedlacher            | Austria  | 684   |
| 10   | Doriane Vidal               | Francia  | 621   |

#### Slalom
| Pos. | Nome                        | Nazione | Punti |
| ---- | --------------------------- | ------- | ----- |
| 1    | Karine Ruby                 | Francia | 4700  |
| 2    | Marion Posch                | Italia  | 4500  |
| 3    | Manuela Riegler             | Austria | 4420  |
| 4    | Dagmar Mair unter der Eggen | Italia  | 3510  |
| 5    | Marie Birkl                 | Svezia  | 3200  |

#### Slalom gigante
| Pos. | Nome            | Nazione  | Punti |
| ---- | --------------- | -------- | ----- |
| 1    | Karine Ruby     | Francia  | 9400  |
| 2    | Isabelle Blanc  | Francia  | 4740  |
| 3    | Lidia Trettel   | Italia   | 4610  |
| 4    | Heidi Renoth    | Germania | 3940  |
| 5    | Manuela Riegler | Austria  | 3790  |

#### Snowboard cross
| Pos. | Nome                | Nazione     | Punti |
| ---- | ------------------- | ----------- | ----- |
| 1    | Ursula Fingerlos    | Austria     | 2200  |
| 2    | Manuela Riegler     | Austria     | 2140  |
| 3    | Nicolien Sauerbreij | Paesi Bassi | 1300  |
| 3    | Marija Tichvinskaja | Russia      | 1300  |
| 5    | Marie Birkl         | Svezia      | 1210  |

#### Halfpipe
| Pos. | Nome                | Nazione  | Punti |
| ---- | ------------------- | -------- | ----- |
| 1    | Doriane Vidal       | Francia  | 4970  |
| 2    | Sabine Wehr-Hasler  | Germania | 4280  |
| 3    | Stine Brun Kjeldaas | Norvegia | 3260  |
| 4    | Anna Hellman        | Svezia   | 3110  |
| 5    | Nicola Thost        | Germania | 2520  |